# Tuczępy (gmina)
Tuczępy – gmina wiejska w województwie świętokrzyskim, w powiecie buskim. W latach 1975–1998 gmina położona była w województwie kieleckim.
Siedzibą gminy są Tuczępy. 
Według danych z 31 grudnia 2019 roku gminę zamieszkiwało 3740 osób.

## Struktura powierzchni
Według stanu na 1 stycznia 2011 r. powierzchnia gminy wynosi 83,62 km².
W 2007 r. 62% obszaru gminy stanowiły użytki rolne, a 23% – użytki leśne.

## Demografia

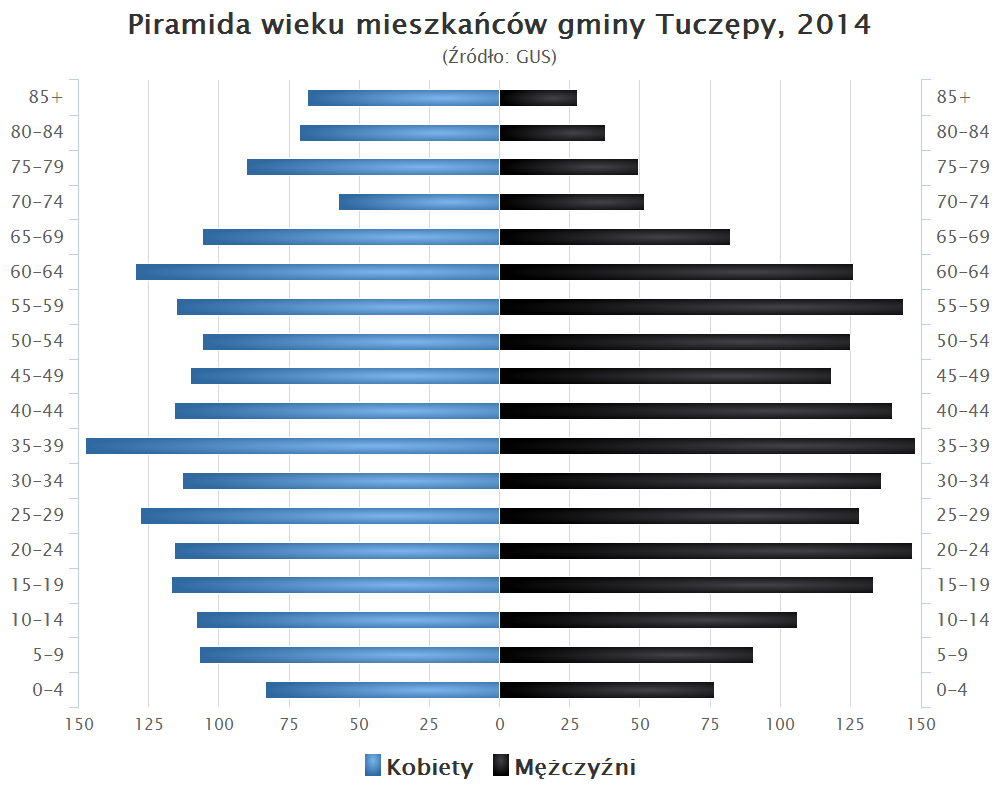
Piramida wieku mieszkańców gminy Tuczępy w 2014 roku

Dane z 31 grudnia 2010 r.:
| Opis      | Ogółem | Ogółem | Kobiety | Kobiety | Mężczyźni | Mężczyźni |
| --------- | ------ | ------ | ------- | ------- | --------- | --------- |
| jednostka | osób   | %      | osób    | %       | osób      | %         |
| populacja | 3 842  | 100    | 1907    | 49,6    | 1935      | 50,4      |

## Budżet
Rysunek 1.1 Dochody ogółem w Gminie Tuczępy w latach 1995–2010 (w zł)
| Wyszczególnienie               | j. m. | Rok         | Rok         | Rok         | Rok         | Rok         | Rok         | Rok         | Rok         | Rok         | Rok         | Rok         | Rok          | Rok          | Rok           | Rok           | Rok           |
| Wyszczególnienie               | j. m. | 1995        | 1996        | 1997        | 1998        | 1999        | 2000        | 2001        | 2002        | 2003        | 2004        | 2005        | 2006         | 2007         | 2008          | 2009          | 2010          |
| ------------------------------ | ----- | ----------- | ----------- | ----------- | ----------- | ----------- | ----------- | ----------- | ----------- | ----------- | ----------- | ----------- | ------------ | ------------ | ------------- | ------------- | ------------- |
| Dochody ogółem                 | zł    | 2 032 197,- | 3 241 986,- | 4 086 309,- | 4 946 269,- | 5 263 986,- | 5 867 793,- | 6 205 390,- | 6 523 305,- | 5 839 195,- | 7 083 282,- | 6 925 187,- | 8 079 535,07 | 8 518 972,07 | 10 100 705,03 | 11 318 245,77 | 15 518 481,54 |
| Znak                           | ±     | –           | –           | +           | +           | –           | –           | –           | +           | +           | +           | –           | –            | –            | –             | +             | +             |
| Nadwyżka/deficyt budżetowa(-y) | zł    | 15 776,-    | 308 820,-   | 96 216,-    | 187 655,-   | 89 216,-    | 115 258,-   | 314 769,-   | 175 953,-   | 249 373,-   | 109 330,-   | 23 288,-    | 56 056,22    | 398 845,10   | 867 158,60    | 1 034 552,18  | 419 461,33    |
| Znak                           | Σ     | =           | =           | =           | =           | =           | =           | =           | =           | =           | =           | =           | =            | =            | =             | =             | =             |
| Wydatki ogółem                 | zł    | 2 016 421,- | 2 933 166,- | 4 182 525,- | 5 133 924,- | 5 174 770,- | 5 752 535,- | 5 890 621,- | 6 699 258,- | 6 088 568,- | 7 192 612,- | 6 901 899,- | 8 023 478,85 | 8 120 126,97 | 9 233 546,43  | 12 352 797,95 | 15 937 942,87 |

Rysunek 1.2 Wydatki ogółem w Gminie Tuczępy w latach 1995–2010 (w zł)

W 2010 r. dochody gminy w przeliczeniu na 1 mieszkańca wynosiły 4 033,92 zł, zaś wydatki gminy – 4 142,95 zł.

## Wójtowie gminy Tuczępy
- Leopold Łabęcki (1990-2010)
- Marek Kaczmarek (2010-2022)
- Jacek Wilk (2022-nadal)

## Sołectwa
Brzozówka, Chałupki, Dobrów, Góra, Grzymała, Januszkowice, Jarosławice, Kargów, Nieciesławice, Niziny, Podlesie, Rzędów, Sieczków, Tuczępy, Wierzbica

## Sąsiednie gminy
Gnojno, Oleśnica, Rytwiany, Staszów, Stopnica, Szydłów